# Ayane Sakura
Ayane Sakura (佐倉 綾音?, Sakura Ayane; Tokyo, 29 gennaio 1994) è una doppiatrice giapponese affiliata alla I'm Enterprise, nota principalmente per i ruoli di Natsumi Koshigaya in Non Non Biyori, Tsubaki Sawabe in Shigatsu wa kimi no uso, Iroha Isshiki in Yahari ore no seishun love kome wa machigatteiru, Cocoa Hoto in Is the Order a Rabbit? e Nao Tomori in Charlotte.

## Doppiatrice

### Serie TV anime
2010
- Ōkami-san: Futaba Shirayuki (Ep. 9)[1]
- Oreimo - My Sister Can't Be This Cute: Mikoto (Ep. 5),[1] Kirara Hoshino

2011
- Ano Hana: Addetta alle vendite
- Ben-Tō: Studentessa A
- Yumekui Merry: Merry Nightmare[1]
- Haganai - I Have Few Friends: Sora/Yozora Mikazuki (giovane),[1] Scolara, Scolara A
- Jewelpet: Natchi
- Puella Magi Madoka Magica: Ragazza, Studentessa
- Ro-Kyu-Bu!: Hijiri Kuina[1]
- Sacred Seven: Ayane[1]
- Sket Dance: Reality Maji (Ep. 8),[1] Scolara
- Hōrō musuko: Isawa, Nagasawa,[1] Studentessa A

2012
- Bakuman. 3: Saeki
- Campione!: Studentessa A
- Chōyaku Hyakunin isshu: Uta Koi: Akiko Nakamiya
- Joshiraku: Marī Buratei[1]
- Kokoro Connect: Anzu Kiriyama[1]
- Papa no iukoto o kikinasai!: Luna Noir (Ep. 5, 10)[1]
- Mobile Suit Gundam AGE: Remi Ruth[1]
- Muv-Luv Alternative: Total Eclipse: Giselle Adjani
- Kono naka ni hitori, imōto ga iru!: Miyabi Kannagi[1]
- Pretty Rhythm: Dear My Future: Ayami Ōruri[1]
- Psycho-Pass: Mika Shimotsuki
- Sakura-sō no pet na kanojo: Ricercatore B
- Tari Tari: Nao Ise
Miyabi Kannagi

2013
- A Town Where You Live: Asuka Mishima[1]
- Aiura: Mei Yanase
- Battle Spirits - Sword Eyes: Ragazzo, Konoha, Ragā
- Kyōkai no kanata: Nase Hiroomi (giovane)
- Day Break Illusion: Fuyuna Shinzaki[1]
- Haganai NEXT: Sora/Yozora Mikazuki (giovane)
- High School DxD New: Gasper Vladi
- Infinite Stratos 2: Chloe Chronicle
- Love Lab: Yuiko "Eno" Enomoto[1]
- Love Live! School Idol Project: Alisa Ayase
- Non Non Biyori: Natsumi Koshigaya[1]
- Oreimo - My Sister Can't Be This Cute: Akimi Sakurai
- Pretty Rhythm: Rainbow Live: Rinne Ibara[1]
- Ro-Kyu-Bu! SS: Hijiri Kuina
- Uchōten kazoku: Kaisei Ebisugawa[1]
- Tokyo Ravens: Suzuka Dairenji[1]
- Vividred Operation: Akane Isshiki[1]

2014
- Bladedance of Elementalers: Velsaria Fahrengart
- Brynhildr nell'oscurità: Chie
- Seikoku no Doragunā: Silvia Lautreamont[1]
- Mikakunin de shinkōkei: Nadeshiko Kashima[1]
- Girl Friend Beta: Kazuha Kumada
- Himegoto: Mitsunaga Oda
- Is the Order a Rabbit?: Cocoa Hoto[1]
- Knights of Sidonia: Mozuku Kunato,[1] Infermiera, Annunciatrice, Controllori del traffico aereo
- Love Live! School Idol Project - 2ª stagione: Alisa Ayase
- L'assistente del mese - Gekkan shojo Nozaki kun: Asuka
- Psycho-Pass 2: Mika Shimotsuki
- Selector Infected WIXOSS: Yuzuki Kurebayashi[1][2]
- Selector Spread WIXOSS: Yuzuki Kurebayashi
- Terra Formars: Eva Frost[1]
- Trinity Seven - L'accademia delle sette streghe: Levi Kazama[1]
- Bugie d'aprile: Tsubaki Sawabe[1]
- Z/X Ignition: Tipo II

2015
- Aquarion Logos: Maia Tsukigane[1]
- Hidan no Aria: Akari Mamiya
- Battle Spirits - Burning Soul: Munenori Hiiragi
- Charlotte: Nao Tomori[1]
- High School DxD BorN: Gasper Vladi[3]
- Is the Order a Rabbit?: Cocoa Hoto
- I Can't Understand What My Husband Is Saying: Akiko Toshiura
- Kantai Collection: Nagato, Mutsu, Sendai, Jintsū, Naka, Kuma, Tama, Shimakaze
- Knights of Sidonia: Mozuku Kunato
- Miritari!: Secondo Luogotenente Haruka
- Yahari ore no seishun love kome wa machigatteiru TOO!: Iroha Isshiki[1]
- Nisekoi - False Love: Haru Onodera[1][4]
- Non Non Biyori Repeat: Natsumi Koshigaya
- Overlord: Solution ε
- Sore ga Seiyū!: Sayo-chan
- Show by Rock!!: Moa[1]
- Ultimate Otaku Teacher: Sachiko Tanaka/Kisaki Tenjōin[1]
- Jūō mujin no Fafnir: Tear Lightning[1]
- Utawarerumono: itsuwari no kamen: Ururu, Saraana
- World Break: Aria of Curse for a Holy Swordsman: Katya Eschvna Honda

2016
- Ange Vierge: Eins Exaura
- Battle Spirits - Double Drive: Kiki Beresia
- Concrete Revolutio ~Chojin Genso~ THE LAST SONG: Debiro
- Days: Sayuri Tachibana
- Flying Witch: Kenny[5]
- Gate: Jieitai Kanochi nite, Kaku Tatakaeri - Enryuu-hen: Giselle
- Girlish Number: Maimai-chan
- Gundam Build Fighters Try Island Wars: TV special, ragazza misteriosa
- Kono bijutsu-bu ni wa mondai ga aru!: Fiocco magico
- Magical Girl Raising Project: La Pucelle (ep. 1-6) /Souta Kishibe (ep. 1, 6)
- Mahō shōjo Lyrical Nanoha ViVid: Jill Stola
- My Hero Academia: Uravity/Ochaco Uraraka[6]
- Occultic;Nine: Ryoka Narusawa
- Orange: Rio Ueda
- Ragnastrike Angels: Nagisa Nanami[7]
- RS Project -Rebirth Storage-: Kaori Shimizu
- Regalia: The Three Sacred Stars: Rena Asteria
- Shounen Ashibe Go! Go! Goma-chan: Yuma-kun, mamma di Sugao, Anzai-sensei
- Show by Rock!! Short!!: Moa
- Show by Rock!!#: Moa

2017
- Chain Chronicle ~Light of Haecceitas~: Phoena
- My Hero Academia 2: Uravity/Ochaco Uraraka
- Seiren: Hikari Tsuneki
- Tsuredure Children: Ryōko Kaji
- Juni Taisen: Zodiac War: Ryōka Niwa/Niwatori

2018
- High School DxD Hero: Gasper Vladi
- Juliet in collegio: Hasuki Komai
- My Hero Academia: Uravity/Ochaco Uraraka

2019
- The Quintessential Quintuplets: Yotsuba Nakano

2020
- Black Clover: Secre Swallowtail
- L'attacco dei giganti: the final season: Gabi Braun
- Sleepy Princess in the Demon Castle: Alazif[8]

2021
- The Quintessential Quintuplets 2: Yotsuba Nakano
- Girlfriend, Girlfriend: Saki Saki
- Mieruko-chan: Yuria Niguredō[9]
- Osamake: Shirokusa Kachi

2022
- Spy × Family: Fiona Frost
- Bleach: Thousand-Year Blood War: Shunsui Kyōraku (bambino)
- Trapped in a Dating Sim: The World of Otome Games Is Tough for Mobs: Marie Fou Lafan[10]

2023
- Il mio matrimonio felice: Kaya Saimori
- MF Ghost: Ren Saionji
- KamiErabi God.app: Lall*
- Pocket Monsters (2023): Oria
- Girlfriend, Girlfriend 2: Saki Saki

2024
- Hokkaido Gals Are Super Adorable!: Minami Fuyuki[11]
- The Foolish Angel Dances with the Devil: Lily Amane[12]
- DanDaDan: Aira Shiratori
- Goldrake U: Naida Baron
- Ranma ½ (2024): Kodachi Kuno

2025
- Sakamoto Days (Lu Xiaotang)[13]
- To Be Hero X (Loli)[14]

### Original net animation
2014
- Alice or Alice: Rise
- Bonjour Koiaji Pâtisserie: Ran Mochizuki
- Shinra Banshō Choco: Arcana
- Pretty Guardian Sailor Moon Crystal: Mii

2015
- Purepure Pleiades: Soluzione Epsilon
- Jaku-San-Sei Million Arthur: Thief Arthur

2021
- Vlad Love: Mitsugu Banba

2024
- The Grimm Variations: Sawako Otawara
- VTuber Legend: How I Went Viral after Forgetting to Turn Off My Stream: Awayuki Kokorone

### Original video animation
2014
- Tsubu Doll: Kazuko Asamizo

### Film
2010
- Chō gekijō-ban Keroro gunsō tanjō! Kyūkyoku Keroro kiseki no jikūjima de arimasu!! (debutto come doppiatrice)

2011
- Hotarubi no mori e: Hotaru Takegawa

2013
- A Certain Magical Index: Endyumion's Miracle: Ladylee Tangleroad

2014
- Pretty Rhythm All Star Selection: Prism Show☆Best Ten: Rinne Ibara, Ayami Ōruri

2015
- Knights of Sidonia: Mozuku Kunato
- Love Live! The School Idol Movie: Alisa Ayase
- Gekijō-ban Psycho-Pass: Mika Shimotsuki

2016
- Garakowa: Restore the World: Dorothy
- selector destructed WIXOSS: Yuzuki Kurebayashi

2016-2017
- Film di Chain Chronicle: Phoena

2022
- The Quintessential Quintuplets Movie: Yotsuba Nakano[15]

### Videogiochi
2011
- Nurse Love Syndrome: Mayuki Wakamoto

2012
- Under Night In-Birth: Linne

2013
- Dungeon Travelers 2: The Royal Library & the Monster Seal: Souffle Twinny
- Kantai Collection: 9 navi differenti
- Liberation Maiden SIN: Yoshino Sakuragi

2014
- Granblue Fantasy: Clarisse, Uravity/Ochaco Uraraka
- NAtURAL DOCtRINE: Vasily
- Flowers -Le Volume sur Printemps-: Erika Yaegaki[16]
- Chain Chronicle: diversi personaggi maschili e femminili

2015
- Flowers -Le volume sur été-: Erika Yaegaki[16]
- Trillion: God of Destruction: Ruche
- Makai Ichiban Kan: Ruche
- Fate/Grand Order: Saber/Miyamoto Musashi, Rider/Medb, Assassin/Mochizuki Chiyome
- Luminous Arc Infinity: Hisoka
- Utawarerumono: Mask of Deception: Uruuru, Saraana
- Nights of Azure: Corinne
- Tokyo Mirage Sessions ♯FE: Eleonora Yumizuru
- Yoru no Nai Kuni: Corrine

2016
- Flowers - Le volume sur Automne-: Erika Yaegaki[16]
- Utawarerumono: Mask of Truth: Uruuru, Saraana

2017
- Fire Emblem Heroes, Minerva, Julia, Nils, Eleonora Yumizuru
- Blue Reflection, Yuri Saiki
- BanG Dream!, Ran Mitake
- Azur Lane, KMS Prinz Eugen, Saraana, Uruuru
- Radiant Historia: Perfect Chronology, Raynie
- Flowers - Le volume sur Hiver-, Erika Yaegaki[16]
- Under Night In-Birth Exe:Late[st]: Kuon
- Occultic;Nine, Ryoka Narusawa
- Fire Emblem Warriors, Minerva
- Million Arthur: Arcana Blood: Thief Arthur, Type II Tor, Annunciatrice
- Xenoblade Chronicles 2, Praxis

2018
- Valkyria Chronicles 4, Angelica Farnaby
- Utawarerumono: Prelude to the Fallen, Saraana, Uruuru
- BlazBlue: Cross Tag Battle, Linne
- The King of Fighters: All Star, Kaya
- Etrian Odyssey Nexus, Napier
- My Hero: One's Justice, Uravity/Ochaco Uraraka
- SNK Heroines: Tag Team Frenzy, Thief Arthur
- Utawarerumono Zan, Saraana, Uruuru
- Dragalia Lost, Lin You

2019
- Arknights: Nearl, Goldenglow
- Pokémon Masters EX: Misty
- Ys IX: Monstrum Nox: Raging Bull
- Sakura Wars (videogioco 2019): Sakura Amamiya

2020
- Persona 5 Strikers: Alice Hiiragi
- My Hero: One's Justice 2: Uravity/Ochaco Uraraka
- No Straight Roads: Mayday
- Genshin Impact: Yae Miko

2021
- Blue Archive: Iori Shiromi
- NEO: The World Ends with You: Ayano Kamachi
- Tsukihime: A piece of blue glass moon: Mario Gallo Bestino
- Melty Blood: Type Lumina: Mario Gallo Bestino
- Super Robot Wars 30: Hayato Hayasugi

2022
- Goddess of Victory: Nikke: Julia, Dolla

2023
- Master Detective Archives: Rain Code: Guillaume Hall
- 404 GAME RE:SET: Fatal Fury
- My Hero Ultra Rumble: Uravity/Ochaco Uraraka
- Fate/Samurai Remnant: Berserker/Miyamoto Musashi
- Sword Art Online: Last Recollection: Kureha
- Dragon Quest Monsters: Il Principe oscuro: Azabel
- Spy × Anya: Operation Memories: Fiona Frost

2024
- Under Night In-Birth II [Sys:Celes]: Linne
- Farmagia: Arche, Eleonora

2025
- The Hundred Line: Last Defense Academy: Tsubasa Kawana